# NGC 6835
NGC 6835 (другие обозначения — PGC 63800, MCG −2-50-9, IRAS19517-1241) — спиральная галактика с перемычкой (SBa) в созвездии Стрелец.
Этот объект входит в число перечисленных в оригинальной редакции «Нового общего каталога».
В галактике вспыхнула сверхновая SN 1962J типа Iа. Её пиковая видимая звёздная величина составила 13.6.